# سوبرماسيف غيمز
سوبرماسيف غيمز (بالإنجليزية: Supermassive Games)‏ ، هي شركة بريطانية لإنتاج الألعاب الفيديو، أسست سنة 2008 وأنتجت عدة ألعاب ومنها لعبة أنتل داون ولعبة ليتل بيغ بلانت 2.